# Goldfalle
Goldfalle (Originaltitel: The Money Trap) ist ein US-amerikanischer Kriminalfilm von Burt Kennedy aus dem Jahr 1965 mit Glenn Ford, Elke Sommer und Rita Hayworth. Als literarische Vorlage diente ein Roman von Lionel White.

## Handlung
Joe Baron ist Polizist im Morddezernat und lebt bei eher mäßigem Gehalt mit seiner Frau Lisa weit über seine Verhältnisse. Als das Unternehmen bankrottgeht, von dem Lisa gewinnbringende Aktien geerbt hat, wird ihre finanzielle Situation prekär. Joe ist daher nicht nur aus beruflichen Gründen am versuchten Raubüberfall auf den Safe des bekannten Arztes Dr. Horace Van Tilden interessiert. Van Tilden ist bei der Ankunft von Joe und dessen Kollegen Pete Delanos sichtlich aufgelöst, nachdem er den Einbrecher beim Öffnen des Safes ertappt und auf ihn in Notwehr, wie er sagt, geschossen habe. Wie sich herausstellt, handelt es sich beim Schwerverletzten um Phil Kenny, einen kleinen Drogendealer. Auf dem Weg ins Krankenhaus ist er für kurze Zeit bei Bewusstsein und erzählt Joe, dass er für Van Tilden gearbeitet habe. Als Beweis zeigt er ihm ein Stück Papier mit der Kombination des Safes. Den letzten Worten Kennys entnimmt Joe, dass sich im Tresor eine Unsumme von Bargeld befand. Beim Eintreffen der Polizei war der Safe jedoch leer und Van Tilden behauptete, ihn nie benutzt zu haben.
Joe begibt sich auf die Suche nach Kennys Frau, von der er sich mehr Informationen erhofft. Als er der Kellnerin in einem schäbigen Lokal gegenübersteht, erkennt er in ihr seine Jugendliebe Rosalie wieder. Als er sie nach ihrem Feierabend nach Hause fährt, schwelgen sie in Erinnerungen an ihre Schulzeit, und sie verbringen die Nacht miteinander. Von Rosalie erfährt Joe, dass Van Tilden mit Rauschgifthändlern Geschäfte macht und ihr Mann Phil nur sein kleiner Handlanger war.
In der Folgezeit warten Joe und Pete darauf, sich in einem günstigen Augenblick unrechtmäßigen Zutritt zu Van Tildens Haus zu verschaffen. Der Arzt auf Abwegen lässt unterdessen Rosalie eiskalt ermorden – aus Angst, sie könne eine Aussage bei der Polizei machen. Um jeden Verdacht von seiner Person abzulenken, macht er kurzfristig Urlaub in Mexiko. Gierig nach dem Geld dringen Joe und Pete in sein Haus ein und finden neben dem Geld eine große Menge Heroin. In diesem Moment werden sie von Van Tilden und seinen Komplizen überrascht. Es folgt ein heftiger Schusswechsel, bei dem Pete verwundet wird. Dennoch gelingt es den beiden Polizisten, mit der Beute zu entkommen. Joe wird klar, dass er Pete nicht zu einem Arzt bringen kann, da sonst die Polizei ihren fragwürdigen Machenschaften auf die Schliche kommen würde. Er entschließt sich daher, Pete in seinem Haus zu versorgen und nur seine Frau Lisa einzuweihen. 
Joe muss jedoch einsehen, dass die Kugel in Petes Wunde professionell von einem Arzt entfernt werden muss. Notgedrungen und widerwillig macht er Van Tilden telefonisch einen Vorschlag: Um das Rauschgift zurückzubekommen, soll Van Tilden Pete behandeln. Zwar stimmt der Arzt zu, doch kommt er zu spät, und Pete erliegt seinen Verletzungen. Trotzdem will Joe sein Versprechen halten und fährt Van Tilden zu dem Versteck, wo er das Heroin und das Geld in Sicherheit gebracht hat. Er erkennt zu spät, dass der Arzt nicht bereit ist zu teilen. Van Tilden zieht seinen Revolver, nimmt sich die komplette Beute und fährt davon. Als Joe dem Wagen noch zwei Schüsse nachschicken kann, gerät das Fahrzeug ins Schleudern und kracht gegen einen Laternenpfahl. Van Tilden kann sich unverletzt aus dem Wagen befreien, doch kennt Joe nun keine Gnade mehr für den Mann, der Rosalie und Pete auf dem Gewissen hat. Er erschießt Van Tilden und kehrt erschöpft nach Hause zurück, wo er Lisa reumütig von den geschehenen Ereignissen berichtet. Lisa sieht ein, dass beide zu viel vom Leben wollten. Sie greift zum Hörer des Telefons und ruft die Polizei.

## Hintergrund
Rita Hayworth und Glenn Ford avancierten während der 1940er Jahre zu einem Traumpaar des US-amerikanischen Kinos. Der von MGM produzierte Kriminalfilm Goldfalle war ihr fünfter und letzter gemeinsamer Film. Die anderen vier Filme, für die sie bei Columbia Pictures gemeinsam vor der Kamera gestanden haben, waren: The Lady in Question (1940), Gilda (1946), Liebesnächte in Sevilla (1948) und Affäre in Trinidad (1952).
In Deutschland kam Goldfalle erstmals am 7. September 1965 in die Kinos.

## Kritiken
Die Kritiken für den Film fielen einheitlich schlecht aus, lobten aber bisweilen die Darbietung von Rita Hayworth. Das „klischeehafte, abgedroschene, unglaubhafte Drehbuch“ sei, so das Branchenblatt Variety, auch „nicht durch eine weit bessere Regie oder bessere Darstellerleistungen zu retten“ gewesen. Newsweek schrieb seinerzeit: „Jeder in Goldfalle ist verachtenswert bis auf Rita Hayworth, und ausgerechnet sie wird von einem Gebäude geschubst.“
Time befand, dass Goldfalle „mit sozialen Aussagen und schlampiger Konstruktion überfrachtet“ und in erster Linie „durch den Auftritt des einstigen Glamour-Girls Rita Hayworth bemerkenswert“ sei. „Aufgedunsen, freimütig, ihrer Fassade sorgfältig entledigt“, sei die seinerzeit 47-jährige Hayworth „nie weniger wie eine Schönheit, aber auch nie so sehr wie eine Schauspielerin“ aufgetreten als hier.
Kevin Thomas von der Los Angeles Times kam zu dem Schluss, dass der Film „nichts Neues“ sei und es ihn in der Form „schon viel besser“ gegeben habe. Es sei Rita Hayworth, „die als zermürbte Kellnerin heraussticht“. Hayworth und Ford, die zuvor mehrfach gemeinsam vor der Kamera gestanden hatten, wie etwa in Gilda, seien „zusammen derart berührend, dass man für einen Moment erkennen kann, was Goldfalle auch hätte sein können“. „Trübe Kolportage, die unglaubwürdige soziale Probleme als Vorwand für die Darstellung von Brutalität, Mord und Ehebruch benutzt“, urteilte schlicht das Lexikon des internationalen Films.

## Deutsche Fassung
Die deutsche Synchronfassung entstand 1965 in Berlin.
| Rolle                 | Darsteller        | Synchronsprecher       |
| --------------------- | ----------------- | ---------------------- |
| Joe Baron             | Glenn Ford        | Rolf Schult            |
| Lisa Baron            | Elke Sommer       | Margot Leonard         |
| Rosalie Kenny         | Rita Hayworth     | Tilly Lauenstein       |
| Dr. Horace Van Tilden | Joseph Cotten     | Friedrich Schoenfelder |
| Pete Delanos          | Ricardo Montalbán | Gert Günther Hoffmann  |
| Matthews              | Tom Reese         | Edgar Ott              |
| Mr. Klein             | Fred Essler       | Erich Kestin           |
| Jack Archer           | William Campbell  | Rainer Brandt          |
| Polizeihauptmann      | Ted de Corsia     | Arnold Marquis         |